# مارک استرانگ
مارک استرانگ (به انگلیسی: Mark Strong) (زاده ۵ اوت ۱۹۶۳) بازیگر انگلیسی است که تعداد زیادی کار در سینما و تلویزیون دارد.

## ابتدای زندگی
استرانگ از پدری ایتالیایی و مادری اتریشی در لندن زاده شد.
 پدرش مدت کمی بعد از تولد او خانواده را ترک کرد بنابراین مارک توسط مادرش بزرگ شد.

## زندگی شخصی
استرانگ در شمال غربی لندن به همراه همسرش و دو پسرش به نام‌های گابریل و رومن زندگی می‌کند. او دوستی نزدیکی با بازیگر مشهور بریتانیایی دنیل کریگ دارد و همچنین دنیل کریگ پدر خوانده فرزند کوچک‌تر استرانگ یعنی رومن است.

## گزیده نقش‌آفرینی‌ها
- شارپ (۱۹۹۳)
- اسیران (۱۹۹۴)
- اما (۱۹۹۶)
- مردی با باران در کفش‌هایش (۱۹۹۹)
- آنا کارنینا (۲۰۰۰)
- برای پایان دادن به تمام جنگ‌ها (۲۰۰۱)
- هنری هشتم (۲۰۰۳)
- همه چیز درباره عشق است (۲۰۰۳)
- سیریانا - (۲۰۰۵)
- صحنه‌های یک ماهیت جنسی - (۲۰۰۶)
- تریستان و ایزولد - (۲۰۰۶)
- گرد ستاره - (۲۰۰۷)
- آفتاب - (۲۰۰۷)
- یک مشت دروغ - (۲۰۰۸)
- خانم پتیگرو
- بابلیون ای.دی - (۲۰۰۸)
- شرلوک هلمز - (۲۰۰۹)
- کیک-اس - (۲۰۱۰)
- رابین هود - (۲۰۱۰)
- عقاب - (۲۰۱۰)
- فانوس سبز - (۲۰۱۱)
- موش کور - (۲۰۱۱)
- ماینداسکیپ (۲۰۱۳)
- به پانچ خوش آمدید (۲۰۱۳)
- نزدیک‌تر به ماه (۲۰۱۳)
- بازی تقلید(۲۰۱۴)
- کینگزمن: سرویس مخفی - (۲۰۱۵)
- برادران گریمزبی - (۲۰۱۶)
- کینگزمن: محفل طلایی (۲۰۱۷)
- شزم - (۲۰۱۹)
- کروئلا (۲۰۲۱)
- منتقد (۲۰۲۳)
- اطلس (۲۰۲۴)
- ساعت سکوت (۲۰۲۴)
- یگان سایه (۲۰۲۵)